# 6 Pułk Strzelców Konnych (powstanie listopadowe)

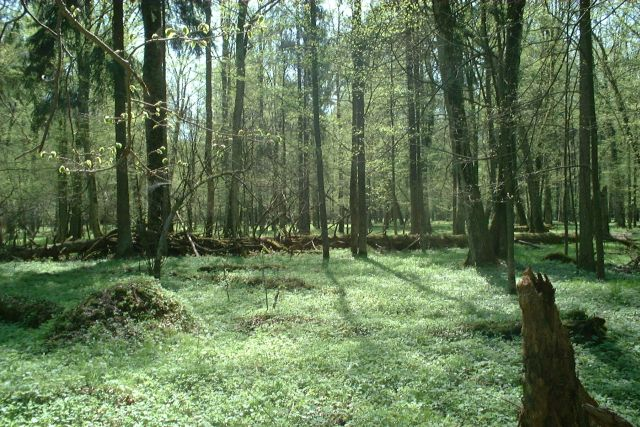
Puszcza Białowieska

6 Pułk Strzelców Konnych – pułk jazdy  polskiej okresu powstania listopadowego
Sformowany 26 maja  1831 w Chrynkach w Puszczy Białowieskiej w szczytowym okresie walk powstania listopadowego. 

## Walki
Potrzeba udzielania pomocy wojskowej powstaniu na Litwie stała się przyczyną włączenia pułku w skład korpusu gen. Antoniego Giełguda, prowadzącego działania bojowe przeciwko wojskom rosyjskim na terenie Litwy i Żmudzi.
Szlak bojowy 6 pułku strzelców konnych wytyczają potyczki stoczone 17 czerwca 1831 pod Trokami, 5 lipca 1831 pod Użogościem, 6 lipca pod Rosieniem, 11 lipca 1831 roku pod Powendeniem. 
Swój szlak bojowy pułk zakończył w Nowym Mieście Żmudzkim, przekraczając 15 lipca 1831 granicę Prus. Za swoje zasługi bojowe otrzymał 1 krzyż kawalerski i 5 krzyży złotych:

## Żołnierze pułku
Dowódcy pułku:
- mjr Michał Jackowski (od momentu jego sformowania do 1 lipca 1831 w którym to dniu awansował na ppłk)
- mjr Józef  Grabowski (od 1 lipca 1831; 1 września awansował do stopnia ppłk.)

## Tradycje
Tradycje pułku kultywował w II Rzeczypospolitej 6 Pułk Strzelców Konnych im. Hetmana Stanisława Żółkiewskiego, a w III RP  6 Kresowy batalion rozpoznawczy z Gubina.